# Pontorme
Pontorme è un quartiere del comune di Empoli, in provincia di Firenze.

## Storia
Nato come centro curtense in epoca longobarda, ha più antica testimonianza in un atto di donazione alla badia di San Savino di Pisa nel 780. Il nome deriva semplicemente dal ponte sul torrente Orme. In seguito fu un castello privilegiato del marchese Corrado nel 1120, poi un feudo dei conti Alberti per diventare infine un comunello soggetto alla Repubblica fiorentina a partire dal 1182.
A fine del Quattrocento vi nacque il pittore Jacopo Carrucci, poi noto semplicemente col nome di Pontormo, derivato proprio dal paese natale.
L'espansione edilizia della vicina città di Empoli ha trasformato Pontorme in un quartiere della cittadina.

## Monumenti e luoghi d'interesse
- La chiesa di San Michele Arcangelo nel centro dell'abitato, conserva al suo interno opere di Jacopo Carrucci detto il Pontormo e di Girolamo Macchietti.
- La chiesa di San Martino conserva ancora tracce romaniche: patronato della famiglia Frescobaldi, di cui reca lo stemma in facciata, conserva al suo interno un cospicuo gruppo di opere d'arte.
- La casa natale del Pontormo situata in via Pontorme 97.